# هكتر أدومايتيس
هكتر رايموندو أدومايتيس لارابوري (بالإسبانية: Héctor Raimundo Adomaitis Larrabure)‏ (ولد في 12 يونيو 1970 في بوينس آيرس، الأرجنتين) هو لاعب كرة قدم أرجنتيني سابق لعب لعدة أندية في الأرجنتين، الأوروغواي، المكسيك وتشيلي.

## وصلات خارجية
- هكتر أدومايتيس على موقع إي إس بي إن إف سي (الإنجليزية)
- هكتر أدومايتيس على موقع قاعدة بيانات كرة القدم.إي يو (الإنجليزية)
- هكتر أدومايتيس على موقع عالم كرة القدم.نت (الإنجليزية)

- http://www.mediotiempo.com/jugador/hector-adomaitis (Spanish)
- http://soccernet.espn.go.com/player/_/id/3319/hector-adomaitis?cc=5901
- http://futbolanonimato.blogspot.com/2010/03/hector-adomaitis.html
- Profile at BDFA Profile at bdfa (Spanish)